# Hypselobarbus kolus
Hypselobarbus kolus, engl. Kolus, ansonsten auch Kholashi, Rahoos oder കാടി മീന് genannt, ist ein Karpfenfisch aus dem indischen Raum.

## Beschreibung
Fishbase nennt für Hypselobarbus kolus eine Maximallänge von 30 cm TL. Die Art ist moderat hochrückig, seitlich abgeflacht und zeigt einen deutlichen Anstieg vom Hinterkopf bis zur Rückenflosse (Dorsale). Die Augen sind groß und sitzen nahe zum Rücken. Das Maul ist etwas unterständig. Hypselobarbus kolus hat ein Paar Barteln. Die Schuppen sind relativ klein, entlang der Seitenlinie liegen 40 bis 43 Schuppen. Die Anzahl Schuppen vom vorderen Ansatz der Rückenflosse nach unten bis zur Seitenlinie beträgt 7,5, die Anzahl Schuppen um den Schwanzstiel 18 und die Anzahl Schuppen um die Körpermitte 31. Die Länge von der Schnauze bis zum vorderen Ansatz der Rückenflosse beträgt 49 bis 51 % der Standardlänge, die Schnauzenlänge 50 bis 51,5 % der Kopflänge (HL).
- Flossenformel: D IV/9, A III/5, P I/14, V I/8[2]

Sykes beschrieb in seiner Erstbeschreibung die Art als subzylindrisch und seitlich leicht abgeflacht, die Schuppen als klein und von silbergrauer Farbe. Die Art ähnelt Hypselobarbus mussullah, ist aber plumper und größer und von eher in das Bläuliche gehende Farbe. 13 Flossenstrahlen stützen die Rückenflosse, 8 die Afterflosse (Anale) und 10 die Bauchflossen (Ventrale). Bei den beschriebenen kleinen weißen Tuberkeln an Schnauze beziehungsweise Kopf handelt es sich allerdings nicht um ein diagnostisches Merkmal, sondern um Laichausschlag.

## Verbreitung
Die Art ist ein Endemit des indischen Westghats Gebirges. Dort kommt sie in den Bundesstaaten Kerala, Karnataka, Tamil Nadu und Maharashtra vor. Bestände dieser Fischart gibt es im Cauvery River, Chalakudy River, Krishna River, im Bhadra, Godavari, Periyar, Karamana, Muvattupuzha, Tambraparini und im Linganamakki Stausee im Sharavathi sowie im Bhima-Sina-Man Einzugsgebiet.

## Lebensraum und Lebensweise
Hypselobarbus kolus lebt in schnell fließenden Strecken und Staubecken in oberen und mittleren Flussabschnitten und ernährt sich von Mollusken, Insekten, Ostrakoden, Kieselalgen, Grassamen und zersetztem Pflanzengewebe. Über die Lebensweise dieser Art ist nur wenig bekannt. Das Brutgeschäft beginnt nach dem Monsun, wenn die adulten Tiere leuchtende Farben entwickeln.

## Nutzung
Hypselobarbus kolus wird als Speisefisch verwendet.

## Gefährdung und Schutz
Hypselobarbus kolus ist durch destruktive Fangmethoden, Sandabbau, Habitatverlust durch Versandung und Siedlungsbau sowie durch Abholzung bedroht. In Teilen des Verbreitungsgebietes wird die Art auch überfischt. Schutzmaßnahmen gibt es keine. Die Bestände sind in den letzten zehn Jahren um 30 bis 40 % zurückgegangen und nehmen weiter ab, so dass Hypselobarbus kolus von der IUCN als gefährdet (Vulnerable, VU) eingestuft wird.

## Taxonomie
Hypselobarbus kolus wurde von Sykes als Barbus kolus beschrieben, Synonyme sind auch Gonoproktopterus kolus oder Puntius kolus. Menon and Remadevi (1995) synonymisierten die Art mit Hypselobarbus curmuca, später wiesen Vairavel et al. (1998) Hypselobarbus kolus erstmals in Kerala nach und betrachteten sie wieder als eigene Spezies. Basierend auf dem mitochondrialen Genom sowie meristischen, morphometrischen und osteologischen Eigenschaften handelt es sich um eine gültige Art.